# Wolf Feilchenfeld
Wolf Feilchenfeld (ur. 10 czerwca 1827, zm. 1913) – nadrabin poznański w latach 1855–1913.
Urodził się w Głogowie, gdzie w 1844 ukończył katolickie gimnazjum. Podjął studia filozoficzne i orientalistyczne na uniwersytecie w Halle. Uzyskał tam stopień doktora za pracę pt. De philosophiae Stoicorum moralis principiis. W tym samym czasie pobierał nauki rabinistyczne w Berlinie i Hamburgu.
W 1855 roku został jednocześnie rabinem w Düsseldorfie i Poznaniu. W Düsseldorfie założył seminarium rabinistyczne, w roku 1867, kierował nim do roku 1872. Założył także szkoły rabinistyczne w obu tych siedzibach. W 1907–1909 trwała zainicjowana przez niego budowa nowej synagogi w Poznaniu. Interesował się literaturą i historią, pozostawił po sobie wielu publikacji z tych dziedzin, a także komentarze do ksiąg religijnych mozaizmu. Zmarł w Poznaniu w 1913, jego pogrzeb przyciągnął wiele ważnych osobistości władz Poznania, a także ponad 50 rabinów z całych Niemiec.